# Théâtre du Palais-Royal

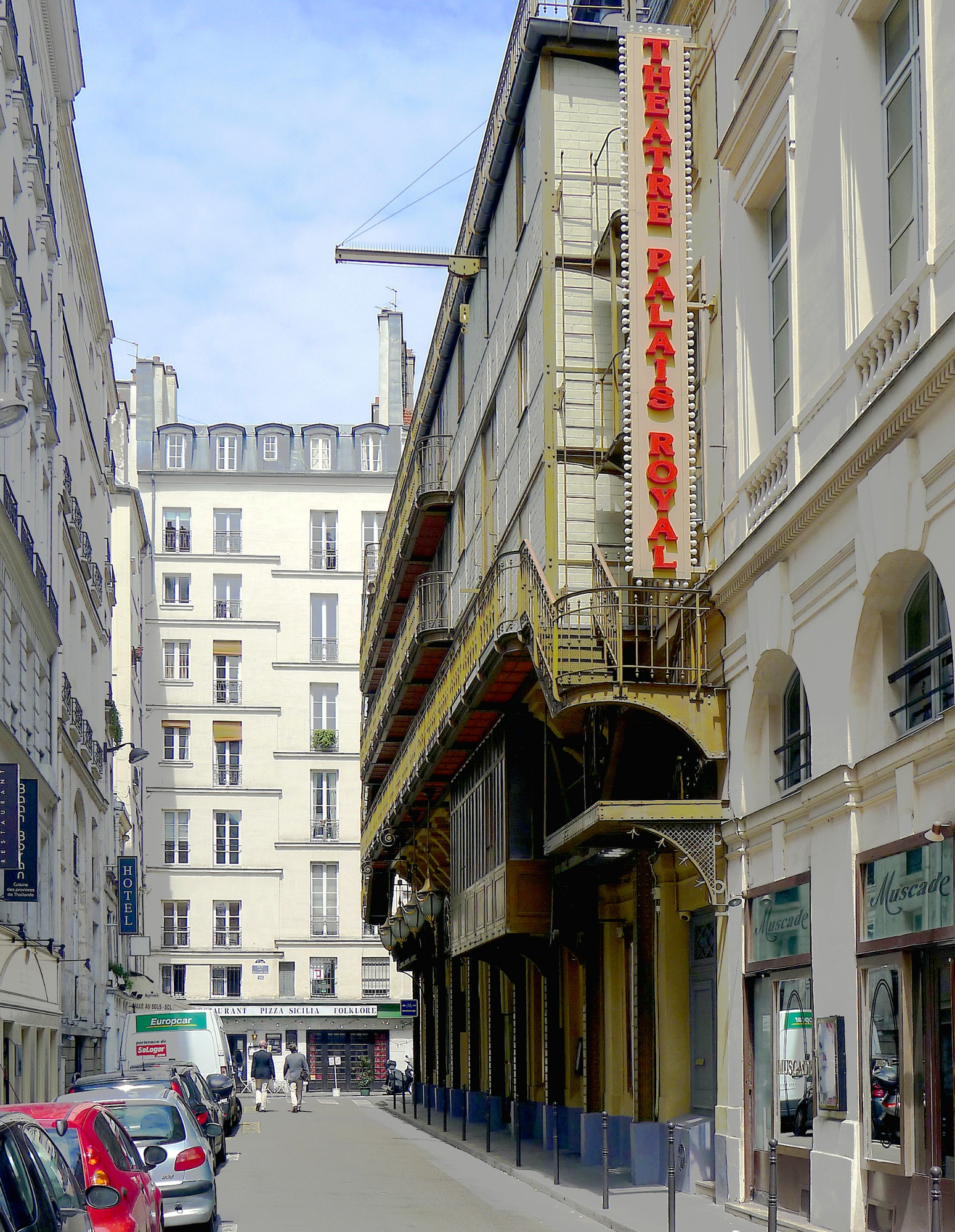
Rue Montpensier, rechts das Théâtre Palais Royal

Das Théâtre du Palais-Royal ist ein privates Theater an der Rue de Montpensier im 1. Arrondissement von Paris. Das Haus besteht seit 1783 und wird seither unter wechselnden Namen und seit 1831, nach einer zwischenzeitlichen Schließung, unter diesem Namen ununterbrochen bespielt.

## Die Ursprünge
Das Théâtre du Palais-Royal hat seine Wurzeln im 17. Jahrhundert. Im Zuge der Errichtung des Palais Royal wurde 1637 von Jacques Lemercier auch dieser Saal erbaut. 1660 wurde der Saal zum öffentlichen Theater gemacht.
1671 wurde es das Stammhaus von Molières Truppe. Allerdings musste er sich das Theater, täglich abwechselnd, mit einer italienischen Schauspielertruppe teilen. Ab 1673 war der Saal des Theaters Spielstätte der Oper bis zu einem Brand 1765. 1881 brannte der Theatersaal im Palais erneut ab.

## Das Theater bis heute
Es war der Architekt des duc d’Orleon, der auf die Idee kam, als Ersatz für das abgebrannte Theater am Ende der Galerie de Beaujolais ein neues Theater zu bauen. Dieses war 1783 fertiggestellt und eröffnete unter dem Namen Théâtre Beaujolais. Es wurden aber nur zweitrangige Darbietungen aufgeführt, wie beispielsweise Marionettentheater oder ein Kinderballett. Erst als 1790 das Haus in den Besitz von Marguerite Montansier wechselte und diese die Leitung übernahm, änderte sich langsam das Repertoire und es wurde ein Varietétheater daraus, das aber alle Genre bediente. Das Theater trug dann auch den Namen der Besitzerin. 1807 musste auf kaiserliches Dekret das Personal zu einem Theater am Montmartre wechseln und das Theater fiel in seine Anfangszeit zurück, mit Marionettentheater und einer Hundeshow. 1814 wurde noch zusätzlich ein Caféhaus eingerichtet, das unter dem Namen café de la Paix für die Gesangsvorstellungen sehr bekannt wurde. Jedoch schon 1818 musste das Theater geschlossen werden und auch bis 1830 geschlossen bleiben. 
1831 erteilte der Innenminister die Erlaubnis für einen neuerlichen Theaterbetrieb. Der Saal musste dann wieder aufgebaut und restauriert werden, so dass 1831 das Theater wieder öffnen konnte. Dieses Mal unter dem jetzigen Namen Théâtre du Palais-Royal. Das Theater hatte nun nach der Renovierung und Erweiterung 930 Sitzplätze. Zur Eröffnung wurden zwei einaktige Vaudevilles gegeben. Eines davon, Le Frotteur, stammte von Paul Duport. Das Programm war oft das eines Varieté-Theaters oder auch der Opéra-comique.
Zum hundertjährigen Bestehen wurde 1884 in der Tageszeitung Le Temps ein großer Artikel veröffentlicht.
Ein Theaterführer vermerkte 1887 die komplette Elektrifizierung des Theaters.
Zum Theater zählten Persönlichkeiten wie Jacques Féréol Mazas, erster Geiger und später musikalischer Direktor. Die Affäre Rue de Lourcine des Dichters Eugène Labiche wurde hier aufgeführt und auch ein Stück von Michel Delaporte. 1866 wurde Pariser Leben, eine der populärsten Operetten Jacques Offenbachs, uraufgeführt. Schauspielerinnen wie Virginie Déjazet und Marcelle Lender feierten hier Erfolge und auch Hyacinthe zählte zu den großen Charakterdarstellern.
Auch die Zeitenwende konnte dieses Theater überstehen und die Spielstätte besteht bis heute fort.